# François d’Agincour
François d’Agincour, także Dagincour, (d’)Agincourt (ur. 1684 w Rouen, zm. 30 kwietnia 1758 tamże) – francuski klawesynista, organista i kompozytor okresu baroku.

## Życiorys
D’Agincour był prawdopodobnie uczniem Jacques’a Boyvina, organisty Katedry Najświętszej Marii Panny w Rouen. Później przeniósł się do Paryża, aby doskonalić swoje umiejętności gry na organach u królewskiego organisty nadwornego Nicolasa Antoine Le Bègue.
6 grudnia 1701 po próbnym występie został mianowany organistą kościoła Sainte-Madeleine-en-la-Cité i pozostał na tym stanowisku do 12 września 1706. Po zgonie Jacques’a Boyvina 30 czerwca 1706 d’Agincour objął jego stanowisko i pozostał na tym stanowisku przez 52 lata. Jednocześnie sprawował obowiązki organisty królewskiego opactwa w Saint Ouen.
W październiku 1714 d’Agincour został jednym z czterech organistów królewskich kaplicy królewskiej w Wersalu jako następca Louisa Marchanda. W roku 1726 został dodatkowo organistą kościoła św. Jana w Rouen.
François d’Agincour był też pedagogiem, jednym z jego uczniów był Jacques Duphly.

## Dzieła (wybór)
- Pièces de clavecin (Utwory na klawesyn, 1733)
- Airs à voix seule et basse continue (Pieśni na głos solowy I basso continuo, 1713–1716)
- 48 utworów organowych w niedatowanym rękopisie Père Pingré

## Nagrania
Suite du 2×10{{{1}}} ton pour l'orgue
- Plein jeu
- Récit de nasard
- Duo
- Concert de flûtes
- Trio
- Grand jeu